# Неовиус, Арвид
Арвид Неовиус (27 июня, 1861, Санкт-Петербург — 28 января 1916, Хельсинки) — финский публицист.

## Биография
Воспитывался в фридрихсгамском кадетском корпусе; позже получил степень доктора философии.
С 1894 по 1900 г., то есть до самого прекращения газеты, Неовиус был одним из самых энергичных редакторов «Nya Pressen», отличавшейся непрерывными нападками на правительство.
Осенью 1903 года он в числе нескольких финляндских сепаратистов был выслан из Финляндии. Был редактором выходившей в Стокгольме на шведском языке (1900—1905) газеты Fria Ord («Свободное Слово»). Эта газета активно сотрудничала с российскими революционными изданиями, такими как «Революционная Россия», «Освобождение», «Вестник русской революции», «Echo de Russie», «Free Russia».
Был связан с боевой технической группой РСДРП. Через Неовиуса одно время шла переписка Петербургского комитета партии большевиков с В. И. Лениным и Крупской.
Неовиус был депутатом на сеймах 1904—1905 и 1905—1906 гг.